# Депортация
Депорта́ция (лат. deportatio «изгнание, высылка») или выдворе́ние — принудительная высылка лица или целой категории лиц в другое государство или другую местность, обычно — под конвоем.

## История возникновения термина
Термин депортация возник в уголовном законодательстве Франции в XVII—XVIII веках для обозначения особых видов ссылки. Впервые депортация политически неблагонадёжных в Гвиану была установлена Законом о подозрительных 1791 года.
Депортация, в том числе и пожизненная, предусматривалась уголовным кодексом Франции 1810 года и заключалась в ссылке и пожизненном пребывании вне пределов континентальной территории, в местах депортации, определённых законом от 23 марта 1872 года. Этот закон предусматривал создание центрального лагеря депортации на острове Ну и укреплённого места (крепости) для депортированных на полуострове Дюко (Новая Каледония). Депортация использовалась не только для наказания уголовных преступников-рецидивистов, но и для расправы с революционерами (в 1872 году захваченные коммунары были депортированы на острова Новокаледонийского архипелага).
В историческом значении депортация во Франции не применяется с 1880 года.
От депортации следует отличать другие виды ссылки, применявшиеся во Франции: транспортацию (комплексное наказание в виде каторжных работ со ссылкой в Гвиану и другие Заморские территории Франции) и релегацию (дополнительное наказание в виде ссылки, применявшейся к более опасным рецидивистам после отбытия ими наказания в тюрьмах метрополии).

## Депортация гражданского населения

### В Древнем мире
В 743 г. до н. э. царь Ассирии Тиглатпаласар III начал войну против Урарту. С завоёванной территории было переселено 73 000 человек.
В 722 г. до н. э. царь Ассирии Саргон II взял Самарию и завоевал Израильское царство. Более 27 000 израильтян было переселено в Северную Месопотамию, Ассирию и Мидию, на их место были постепенно поселены вавилоняне, сирийцы, арабы и другие, впоследствии арамеизовавшиеся народы, известные под названием самаритян.
В 710 г. до н. э. Ассирийcкий царь Саргон II разбил под Вавилоном войска Мардукапалиддина и, продолжая наступление на юг, покорил область Бит-Якин, выселив оттуда 90 000 человек.

### Депортация франко-акадцев
Депортация франко-акадцев — массовая кампания депортации и геноцида французских и франко-акадских поселенцев, проведённая британцами при официальной поддержке властей. Депортация и геноцид затронули франкоязычных жителей бывших французских территорий (Акадия и Новая Шотландия) в Атлантической Канаде, перешедших под юрисдикцию Великобритании. Всего с 1755 по 1763 по приказу британского губернатора Чарльза Лоренса было депортировано свыше 10.000 человек, более половины из которых погибло в трюмах кораблей, перевозивших их в тюрьмы США (тогда британской колонии) и на Мальвинские острова.
Изначально кампания была прозвана «Великий переполох». Термин депортация стал применяться в более позднее время. Депортация франко-акаденцев[1]

### Планы депортации польских евреев
В 1935 году началось обсуждение массовой депортации польских евреев на Мадагаскар в ответ на предложение французского министра заморских территорий Мариуса Муте, передать эту колонию Польше. Идею поддержал глава МИД Польши и начальник Липского Юзеф Бек, распорядившийся о создании рабочей группы по решению еврейского вопроса в Польше. В декабре 1936 года МИД рассмотрел меморандум «Еврейская эмиграция и колониальные вопросы», в котором указывалось на еврейскую перенаселённость Польши, превышение рождаемости у еврейского населения в сравнении с польским, более выгодные позиции евреев в индустрии и экономике в целом.
В 1937 году на Мадагаскар выехала правительственная комиссия во главе с майором Мечиславом Лепецким, в её состав входили делегаты от еврейских организаций. Поляки пришли к мнению, что на Мадагаскаре можно разместить до 60 000 еврейских переселенцев, а еврейские делегаты считали, что не более 2000.

### Депортация в Российской империи
В 1840-х годах из Крыма на Кавказ была депортирована секта духоборов.
Во время голода 1845 года, Николай I «велел переселить пол-Псковской губернии в Тобольскую; зимой погнали с одного конца Руси на другой плачущие семьи, детей, стариков, обнищалых, голодных; половина перемерла по дороге, другая пришла на свое поселение.»
Достаточно широко депортации применялись в годы Первой мировой войны. С началом мобилизации поданные Германии, Австро-Венгрии и Турции были объявлены военнопленными вне зависимости от их состояния, рода занятий, национальности, пола и возраста и депортированы от Вятской и Вологодской губерний вплоть до Якутской области. Депортации подверглись и представители славянских народов Австро-Венгрии, которых уже в 1915 году стали частично возвращать на прежние места проживания. Позднее депортировали болгар (после вступления Болгарии в войну) и ряд категорий «неблагонадёжных» поляков. Согласно рапортам этапно-пересылочной части Главного штаба и подчинённым ему местных органов, в 1914 году было депортировано около 68 000 человек, в 1915 — около 134 000, в 1916 — около 41 000 и в 1917 — около 11 500 человек. Были депортированы немецкие колонисты на юге России, многие из которых проживали там со времён Екатерины II.

### Депортация в СССР
В СССР депортация была одной из форм репрессий, выступая в качестве своеобразного инструмента советской демографической и национальной политики. Депортации подвергались как отдельные лица, так и целые народы, признанные официальной властью социально опасными.
Депортация народов представляла собой насильственное или принудительное переселение граждан по национальному и социальному признакам в различные районы СССР. В зависимости от причин депортации и экономических потребностей государства места депортации могли быть самыми разнообразными — Сибирь, города Урала, Казахстан, Средняя Азия и другие. Некоторые категории «раскулаченных» могли трудиться и в центральной части России. Большинство депортированных становились спецпереселенцами, лишались многих прав и обязаны были регулярно отмечаться в комендатурах, деньги на содержание которых вычитались из их зарплат. Однако существовали и категории административно высланных, например, корейцам не разрешалось выезжать за пределы Средней Азии и служить в армии, но в остальном они сохраняли права советских граждан.
Наиболее жестокими были депортации военного времени. В 1942—1945 годах депортировались ингуши, калмыки, немцы, финны, крымские татары, карачаевцы, чеченцы, балкарцы, турки месхетинцы и другие народы, жители территорий СССР, находившихся под оккупацией немцев, граждане стран Восточной Европы, в том числе русские эмигранты, остарбайтеры и т. д. После советизации Маньчжурии в августе—сентябре 1945 года депортации подверглись находившиеся там китайцы, японцы и русские эмигранты.
В 2010-е годы применение термина «депортация» принудительно к советским принудительным миграциям стало подвергаться критике со стороны ученых. Крупный специалист по принудительным переселениям советского периода, доктор исторических наук, Николай Бугай раскритиковал историка Л. Н. Дьяченко за использование таких понятий как «принудительная депортация», депортация «по национальному признаку». Сам Бугай в рецензии 2014 года в отношении этих миграций использует понятие «принудительное переселение».
Бугай не единственный, кто критикует употребление понятия «депортация» применительно к советским принудительным переселениям. Участники международного симпозиума «1937 год: Русскоязычные корейцы — прошлое, настоящее и будущее» (Владивосток, 2017 год) приняли специальную резолюцию, в которой отметили, что термин «депортация» не применим в отношении принудительных переселений народов СССР.

### Депортация немцев после Второй мировой войны
Процесс принудительной депортации немецкого населения стран Восточной Европы в Германию и Австрию, имевший место в 1945—1950 гг. после поражения Германии во Второй мировой войне. Всего принудительному выселению подверглось около 12-14 млн немцев. Процесс изгнания немцев Восточной Европы сопровождался организованным насилием огромных масштабов, включал в себя конфискацию всего имущества, помещение немецкого гражданского населения в концентрационные лагеря, невзирая на признание депортации преступлением против человечества в статусе международного военного трибунала в Нюрнберге в августе 1945 года.

### Депортация Россией населения Украины
В 2022 году в ходе войны с Украиной российские и подконтрольные силы насильственно депортируют жителей Украины из оккупированных РФ территорий. Детей разлучают с семьями. Опрошенные Amnesty International 88 человек говорят, что силы РФ подвергают фильтрации насильственно перемещаемых, некоторых задерживают, избивают, пытают и угрожают казнью. Amnesty International квалифицируют эти насильственные депортации как военные преступления и преступления против человечности.

## Ответственность за депортацию гражданского населения
В соответствии с Протоколом № 4 к Европейской конвенции о защите прав человека и основных свобод, никто не может быть депортирован с территории государства, гражданином которого он является и никакому гражданину не может быть запрещён въезд на территорию своего государства.
Согласно статье 7 Римского статута международного уголовного суда от 17 июля 1998 года «депортация или насильственное перемещение населения» относятся к числу преступлений против человечества и влекут международную уголовную ответственность.
В уголовном праве РФ депортация гражданского населения — один из случаев применения запрещённых средств и методов ведения войны, преступление, предусмотренное ст. 356 УК РФ.

## Депортация в современном праве
В настоящее время термин депортация является синонимом административного выдворения и означает вид административного наказания, применяющегося исключительно в отношении иностранных граждан или лиц без гражданства и заключающегося в их контролируемом добровольном выезде или принудительном выдворении (в том числе под конвоем) за пределы страны пребывания.
Однако вопрос о тождественности понятий выдворение и депортация в современной российской науке является дискуссионным, и, по мнению многих ученых, отождествление данных понятий является ошибочным. При этом трудности в разграничении данных понятий возникают у ученых, осуществляющих исследования правового обеспечения в сфере миграции, в то время как у исследующих правовые режимы въезда в РФ и выезда из РФ, а также охраны государственной границы, в рамках обеспечения государственной безопасности, в том числе и иммиграционной, подобных трудностей не возникает, так как они в основном придерживаются мнения, изложенного в разделе выдворение .

Депортация — принудительная высылка иностранного гражданина или лица без гражданства из Российской Федерации в случае утраты или прекращения законных оснований для его дальнейшего пребывания (проживания) в Российской Федерации
 
(абзац 16 части 1 статьи 2 федерального закона «О правовом положении иностранных граждан в Российской Федерации» от 25 июля 2002 г. N 115-ФЗ) 

Депортация — административное выдворение за пределы Республики Беларусь — применяется в отношении иностранного гражданина и лица без гражданства.
 
Статья 6.11 Кодекса Республики Беларусь об административных правонарушениях.

Депортация осуществляется исключительно по основаниям, предусмотренным в соответствующих законодательных актах. Основаниями для депортации могут служить незаконный въезд иностранцев, нарушение правил пребывания в стране, а также утрата или прекращение законных оснований для дальнейшего нахождения иностранца в государстве въезда.
В соответствии с Протоколом № 7 Европейской конвенции о защите прав человека и основных свобод (ст. 1) иностранец, на законных основаниях проживающий на территории государства, не может быть выслан из него иначе как во исполнение решения, принятого в соответствии с законом. При этом он должен иметь возможность: 
а) представить аргументы против своей высылки; 
б) пересмотра своего дела, и 
в) быть представленным компетентным органам.
Депортация не применяется к следующим категориям иностранных граждан и лиц без гражданства:
- обратившихся с ходатайством о признании беженцами либо о получении убежища до окончания рассмотрения их ходатайства;
- признанных беженцами или получивших политическое убежище;
- получивших отказ в признании беженцами либо в предоставлении убежища, утративших статус беженца или лишенных статуса беженца и которые не могут быть высланы против их воли на территорию государства, где их жизни или свободе угрожает опасность преследований по признакам расы, религии, гражданства, принадлежности к определённой социальной группе или политических убеждений;
- сотрудникам дипломатических и консульских учреждений, прочим лицам, пользующимся дипломатическим иммунитетом.

### Выдворение
В случае когда депортация невозможна (не имеется оснований для её проведения), иностранец может быть выслан из принимающего государства в интересах национальной безопасности, общественного порядка, защиты нравственности, здоровья населения, прав и свобод граждан государства и других лиц.
Согласно ст. 3.10 Кодекса об административных правонарушениях РФ административное выдворение за пределы РФ иностранных граждан или лиц без гражданства — принудительное и контролируемое перемещение иностранных граждан и лиц без гражданства через Государственную границу Российской Федерации за пределы Российской Федерации, а в случаях, предусмотренных законодательством Российской Федерации, — контролируемый самостоятельный выезд иностранных граждан и лиц без гражданства из Российской Федерации.
Административное выдворение за пределы Российской Федерации как мера административной ответственности чаще всего назначается судом. Административное выдворение применяется к иностранным гражданам и лицам без гражданства. Порядок административного выдворения иностранных граждан и лиц без гражданства, процедура административного выдворения регламентируется КоАП РФ, а также ФЗ № 115 от 25.06.2002 г. «О правовом положении иностранных граждан в Российской Федерации».
С августа 2013 г. в Российской Федерации ужесточены меры иммиграционного контроля и в соответствии со ст. 18.8 КоАп РФ (предусматривает основания для административного выдворения иностранного гражданина) нарушение иностранным гражданином миграционного законодательства РФ (отсутствие регистрации по месту пребывания, осуществление трудовой деятельности без разрешительных документов, даже нарушение сроков пребывания в РФ на один день) — уже является основанием для того, чтобы суд назначил такое наказание, как выдворение иностранных граждан из Российской Федерации. Более того, согласно действующему законодательству, административное выдворение является безальтернативным видом наказания за повторное нарушение миграционного законодательства (исключение: если неприменимо).
Согласно ст. 27 ФЗ № 114 ФЗ «О порядке выезда из РФ и въезда в РФ» в случае применения к иностранному гражданину или лицу без гражданства такой меры административной ответственности, как выдворение за пределы РФ, иностранному гражданину не разрешается въезд на территорию РФ в течение пяти лет со дня административного выдворения.
Также согласно ФЗ № 115 от 25.06.2002 г. «О правовом положении иностранных граждан в Российской Федерации» решение об административном выдворении является основанием для отказа в выдаче иностранному гражданину РВП, вида на жительства, гражданства, разрешения на работу и т. д. Но обратное утверждение неверно, так как наличие родственников или супруга на территории РФ юридически запрещает депортацию, однако в большинстве случаев это реализуется обжалованием решения суда (даже при наличии до начала судебного заседания свидетельства о браке, временном убежище, удостоверение беженца или иные документы) или отменяется в ином порядке.
В отличие от депортации, высылка является наказанием за административное правонарушение. Высылка может осуществляться в рамках процедуры экстрадиции.
Запрещается коллективная высылка иностранцев.

### Запрет въезда
В отношении высланных или депортированных лиц органом, осуществлявшим депортацию или высылку, может устанавливаться запрет на повторный въезд этих лиц в депортировавшее государство. Срок запрета на въезд устанавливается исходя из обстоятельств, послуживших основанием для принятия решения о депортации или высылке, и иных обстоятельств, характеризующих личность иностранца, а также связанных с его пребыванием на территории государства.

### Проверка запрета на въезд в Россию[28]
Иностранный гражданин может проверить, есть ли у него разрешение на въезд в Россию по письменному запросу в ГУВМ МВД или онлайн на официальном сайте ГУВМ МВД.